# Циков (Золочевский район)
Циков (укр. Циків) — село в Бусской городской общине Золочевского района Львовской области Украины.
Население по переписи 2001 года составляло 216 человек. Занимает площадь 2,337 км². Почтовый индекс — 80534. Телефонный код — 3264.